# تود ديفيس (مسير أعمال)
تود ديفيس (بالإنجليزية: Todd Davis)‏ هو مسير أعمال أمريكي، ولد في 1968.